# Jan Józef Frankowski

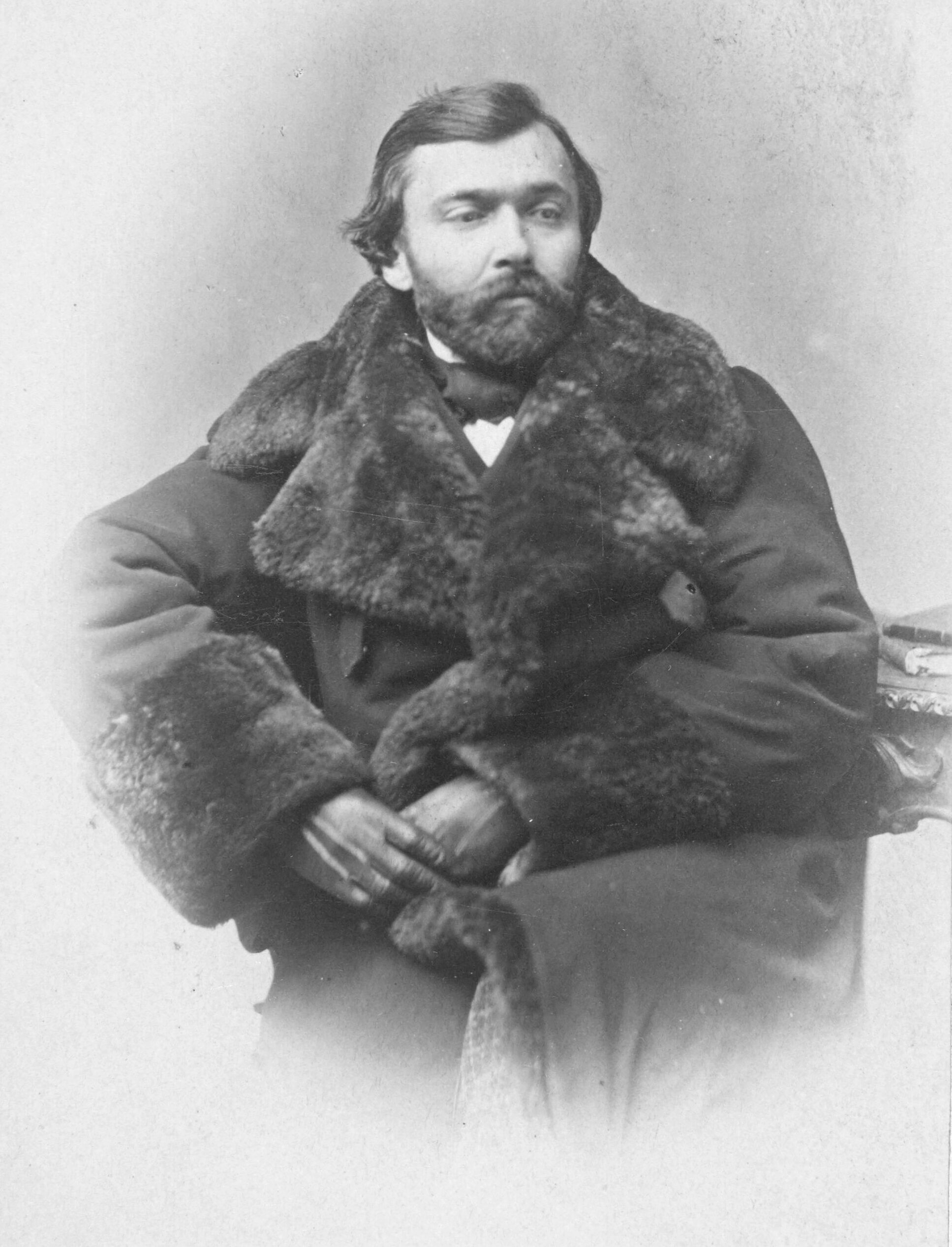
Jan Józef Frankowski (1863)

Jan Józef Tadeusz Frankowski (ur. 22 marca 1834 w Liwkach Szlacheckich; zm. po 1914) – ziemianin, uczestnik powstania styczniowego, działacz niepodległościowy, zesłaniec syberyjski, emigrant polityczny.

## Życiorys
Ukończył Instytut Szlachecki a następnie studiował w Szkole Sztuk Pięknych w Warszawie. W 1855 r. podjął pracę w sądzie, a następnie w Prokuratorii Generalnej w Warszawie. W tym czasie zaangażował się w działalność pierwszych kół konspiracyjnych w Szkole Sztuk Pięknych, a do których wprowadził także obu swoich braci Leona i Stanisława. Działał wraz z nimi w Kapitule, Organizacji Miejskiej i Komitecie Akademickim organizując m.in. w styczniu 1860 demonstrację patriotyczną obok kościoła karmelitów na Lesznie, zorganizowaną w trzydziestą rocznicę wybuchu powstania listopadowego. Wraz z braćmi założył tajną drukarnię funkcjonującą od grudnia 1860 do września 1861 w Warszawie. Drukowali tu czasopismo „Strażnica” oraz plakaty i odezwy. Frankowscy wydrukowali również broszurę „Adwent Polski”, która zawierała opis uroczystości 29 listopada 1860 r. oraz teksty śpiewanych wówczas pieśni patriotycznych. Byli współorganizatorami wielkiej manifestacji z okazji rocznicy unii Polski z Litwą w Horodle (10 października 1861) do której doszło mimo zakazu władz rosyjskich.
W okresie rozłamu między Majewskim a Czerwonymi w 1860 wraz z Franciszkiem Godlewskim doprowadził do podporządkowania organizacji Jankowskiego kierownictwu ruchu. W lutym 1861 został wysłany do Paryża celem porozumienia się z Ludwikiem Mierosławskim. Był jednym z głównych organizatorów struktur konspiracyjnych na prowincji m.in. w Wilnie, na Wołyniu i Podlasiu a przede wszystkim w Lubelskiem. Jednocześnie uczestniczył w działaniach Koła Miejskiego i w przygotowaniach wojskowych na terenie Królestwa. Został aresztowany wraz z należącymi do spisku oficerami armii rosyjskiej w nocy z 19 na 20 maja 1862 a następnie skazany na katorgę i zesłanie do Wierchojańska w guberni jakuckiej.
Po powrocie z zesłania w 1870 roku osiadł w odziedziczonym po ojcu rodzinnym majątku Hliwki (Liwki Szlacheckie) i zaangażował się w działalność w obronie unitów i Cerkwi greckokatolickiej. Jako pierwszy powołał specjalny komitet w Warszawie, złożony z księży katolickich gotowych nieść unitom posługę duchową. Nie znamy oficjalnej nazwy tej inicjatywy, w historiografii określana jest mianem Komitetu Frankowskiego. Ściśle współpracował w tym czasie z księdzem Adamem Słotwińskim (1834-1894). W 1877 r. przedostał się do Krakowa szukając wsparcia dla sprawy unickiej. W jego trakcie nawiązał współpracę z jezuitami i organizacją tajnych misji unickich. W 1879 r., wraz z „deputacją Rusinów z Podlasia”, przekroczył nielegalnie granicę i udał się z informacją o sytuacji unitów do papieża Leona XII. W związku z tą działalnością w 1889 został aresztowany ale nie mogąc mu dowieść winy  po miesięcznym przetrzymywaniu, 9 XII 1881, Rosjanie wypuścili go z więzienia. Po wyjściu na wolność kontynuował dalej działalność na rzecz unitów. W 1884 r. ponownie wyruszył na czele delegacji do Rzymu z memorandum do kolejnego papieża Leona XIII. Pismo zawierające opis represji i prośbę o interwencję podpisało 9591 unitów, co w warunkach powszechnego terroru było wielkim sukcesem organizacyjnym. Po  powrocie do Kongresówki został 8 października 1884 ponownie aresztowany i osadzony w warszawskiej cytadeli. Po kilku miesiącach ciężkiego więzienia został zesłany do Kryłowa w gub. nowogrodzkiej, skąd uciekł w sierpniu 1885 roku. Jego dalsze losy są nieznane, wiadomo tylko, że brał udział w pracach zjednoczenia emigracji polskiej w Paryżu a w 1914 korespondował z Zygmuntem Miłkowskim.

## Rodzina
Urodził w rodzinie ziemiańskiej, jego ojcem był uczestnik powstania listopadowego i autor słów znanego w czasach powstania hymnu „Cześć polskiej ziemi, cześć” (do muzyki Stefana Surzyńskiego) Feliks, matką Julia z Marcinkiewiczów. Jego braćmi byli również powstańcy styczniowi: Leon (1843-1863) i Stanisław (1840-1899)

## Upamiętnienie
Jego symboliczny grób znajduje się na cm. Łyczakowskim we Lwowie (pole nr 40, cmentarz powstańców styczniowych), gdzie pochowany jest jego brat Stanisław. W Liwkach, na kopcu usypanym przez mieszkańców wsi znajduje się tablica pamiątkowa ku czci trzech braci Frankowskich.